# Mezzocammino
Mezzocammino è la trentunesima zona di Roma nell'Agro romano, indicata con Z. XXXI.
Il toponimo indica anche la zona urbanistica 12F del Municipio Roma IX di Roma Capitale.

## Geografia fisica

### Territorio
Si trova geograficamente nella valle del Tevere, nell'area sud-ovest del comune, a ridosso ed esternamente al Grande Raccordo Anulare, fra il fiume Tevere a ovest e via Cristoforo Colombo a est.
La zona confina:
- a nord con le zone Z. XXXIX Tor di Valle[1] e Z. XXVII Torrino[2]
- a sud-est con la zona Z. XXVIII Tor de' Cenci[3]
- a sud-ovest con la zona Z. XXXIII Acilia Sud[4] e Z. XXXII Acilia Nord[5]
- a ovest con la zona Z. XLI Ponte Galeria[6]

La zona urbanistica confina:
- a nord con le zone urbanistiche 15G Ponte Galeria, 12X Tor di Valle e 12C Torrino
- a sud-est con la zona urbanistica 12G Spinaceto
- a sud-ovest con la zona urbanistica 13A Malafede

## Storia
La zona fu così chiamata per il fatto che si trovava a metà strada fra Roma e la foce del Tevere.
Lì si trovava una stazione di sosta, per i barconi carichi di merci, che provenivano dal porto di Ostia, diretti verso Roma, al porto fluviale di Ripa Grande, o a quello di Ripetta.
Le barche, mediante funi, erano trainate da schiavi o pilorciatori, solo a metà '800 con i bufali, che percorrevano l'alaggio lungo la strada Alzaia o del Tiro che affiancava una sponda del fiume nella valle del Tevere. Il percorso richiedeva due giorni e la sosta, dopo il primo giorno di cammino, avveniva in questo luogo, che per tale motivo prese il nome di Mezzocammino.

## Monumenti e luoghi d'interesse

### Architetture civili
- Ponte di Mezzocammino, ponte monumentale sul fiume Tevere.

Costruito nel 1938, è lungo 362 metri ed è stato aperto nel 1951 come ponte unico, quindi come corsia interna del Grande Raccordo Anulare. Classificato monumento nazionale nel 2003.

### Architetture religiose
- Chiesa del Sacro Cuore di Gesù agonizzante, su via Sant'Arcangelo di Romagna. Chiesa del XX secolo (1955-56).

Edificio modernista dell'architetto Ildo Avetta.

### Siti archeologici
- Cisterna della villa di Lucio Nonio Calpurnio Torquato Asprenate. Presso il fosso di Spinaceto. Cisterna dell'età imperiale. 41.794191°N 12.417578°E

### Aree naturali
- Parco di Vitinia. 41.794643°N 12.415296°E

## Geografia antropica

### Urbanistica
Nel territorio di Mezzocammino si estende l'omonima zona urbanistica 12F. Fa parte del territorio della zona la frazione Vitinia.